# Косъёль (деревня)
Косъёль (коми Косъёль) — деревня в Ижемском районе Республики Коми России. Входит в состав сельского поселения Мохча.

## История
По состоянию на 1859 год в деревне Косъельской числилось 7 дворов и 67 жителей (30 мужчин и 37 женщин); в 1905 году — 21 двор и 127 жителей (64 мужчины и 63 женщины).
По состоянию на 1920 год, в Косъельской имелось 24 двора и проживало 100 человек (39 мужчин и 61 женщина). В административном отношении являлось центром Гамской волости Ижмо-Печорского уезда. После ликвидации Гамского сельсовета 1950-х годах, вошла в состав Мохченский сельсовета.

## География
Деревня находится в северо-западной части Республики Коми, в пределах Печорской низменности, на левом берегу протоки Гамкурья реки Ижмы, на расстоянии примерно 5 километров (по прямой) к юго-западу от села Ижмы, административного центра района.
Климат
Климат характеризуется как умеренно континентальный, с продолжительной морозной многоснежной зимой и коротким прохладным летом. Средняя температура воздуха самого тёплого месяца (июля) составляет 14,6 °C; самого холодного (января) — −17,4 °C. Среднегодовое количество атмосферных осадков составляет 527 мм.
Часовой пояс
Косъёль, как и вся Республика Коми, находится в часовой зоне МСК (московское время). Смещение применяемого времени относительно UTC составляет +3:00.

## Население
| 2010 |
| ---- |
| 27   |

Гендерный состав
По данным Всероссийской переписи населения 2010 года в гендерной структуре населения мужчины составляли 59,3 %, женщины — соответственно 40,7 %.
Национальный состав
Согласно результатам переписи 2002 года, в национальной структуре населения коми-ижемцы составляли 66 % из 238 чел., коми — 31 %.